# Wagner Tardelli
Wagner Tardelli de Azevedo (Rio de Janeiro, 23 giugno 1964) è un ex arbitro di calcio brasiliano, internazionale dal 2000 al 2009.

## Carriera
Attivo a livello statale dal 1992, dal 1996 dirige in Série A, dopo essere approdato alle serie minori tre anni prima. È stato affiliato sia alla CBF che alla Federazione Carioca. Ha arbitrato la finale del Campeonato Brasileiro Série B nel 1998, fatto che si ripeterà nel 2001 e nel 2002. Tra i suoi risultati più rilevanti negli incontri internazionali si annoverano la presenza in tre edizioni della Copa Libertadores e in cinque della Copa Sudamericana e la direzione dell'ultima amichevole del Brasile prima del campionato del mondo 2002 (contro l'Islanda). Ha inoltre presenziato al Campionato sudamericano di calcio Under-20 2003 e ai Giochi Panamericani 2007.